# دانشگاه ایالتی بویزی
دانشگاه ایالتی بویزی (به انگلیسی: Boise State University) یک دانشگاه تحقیقاتی دولتی در شهر بویزی واقع در ایالت آیداهو آمریکا است که در سال ۱۹۳۲ میلادی بنیان‌گذاری شده‌است.